# Российское общество по изучению Крыма
Российское общество по изучению Крыма (РОПИК, ОПИК) — всероссийское, позднее всесоюзное научное общество в СССР в 1923—1932 годах. Организовано в Москве. В 1925 году было открыто отделение общества в Симферополе и городах Крыма, с 1927 года Симферополь стал местом работы правления. Занималось популяризаторской и научно-исследовательской деятельностью. Издавало собственный журнал «Крым». Просуществовало до января 1932 года. В 2011 году было воссоздано в России под прежним названием в Москве и действует до настоящего времени. Основное направление — история и краеведение.

## История

### Организация и задачи
4 мая 1923 года в РСФСР был утверждён устав РОПИК. 20 мая состоялось первое организационное собрание общества, на котором выступил нарком зравоохранения Н. А. Семашко, обещавший государственную поддержку деятельности общества. Было избрано Правление РОПИК в составе: доктор Н. И. Тезяков (председатель), Е. Э. Лейтнеккер (заместитель председателя), академик А. П. Павлов, профессора А. А. Крубер, Б. Ф. Добрынин, А. С. Башкиров, В. А. Обручев, М. И. Голенкин, А. А. Чернов.

Научные задачи московского общества определялись довольно широко в виду того, что Крым применительно к ряду областей научного и практического значения был слабо исследован. Задачей печатного органа общества — общественно-научного и экскурсионного журнала «Крым» было «выявлять научную и культурную работу, которая проводилась крымским краеведением на местах». Наряду с головными Московским отделением РОПИК, насчитывающим в своих рядах более 100 человек, стали возникать отделения в других городах РСФСР и КрАССР. Ленинградское отделение возглавлял антрополог и археолог Г. А. Бонч-Осмоловский.

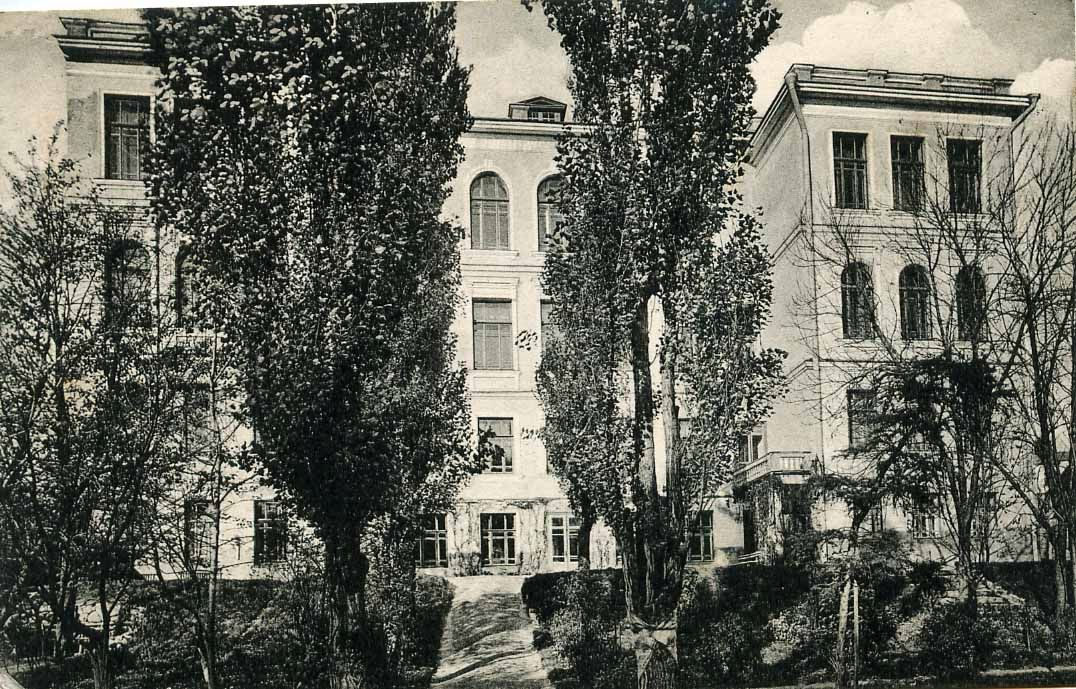
Частная женская гимназия Е. Е. Констан в Москве, по адресу 2-й Обыденский пер., 9, где размещалось РОПИК и редакция журнала Крым

Размещалось Российское общество по изучению Крыма и редакция журнала «Крым» в нынешнем главном здании Гимназии № 1529 (2-й Обыденский пер., 9). Оно построено в XVIII веке на месте усадьбы дворян Зиновьевых. Здание сменило нескольких владельцев, пока в 1903 году Екатерина Констан не основала здесь женскую гимназию, пансион и детский сад. В 1903 г. архитектор Л. Херсонский перестроил дом для частной женской гимназии Е. Е. Констан.
Работа Московского отделения РОПИК основывалась на следующих положениях:
- существование в Москве общественной кафедры для публичной постановки на ней вопросов крымоведения,
- развёртывание в Москве специальной крымоведческой библиотеки и содействие снабжению книгами крымских отделений,
- организация экспедиционных этнологических отрядов[1].

Такой отряд под руководством Б. А. Куфтина был организован в 1926 году.
Был разработан план прочтения докладов о Крыме крупными экспертами, в том числе и по этнографии:
- П. Я. Чепурина: «Этнографические и историко-художественные материалы Крыма о работах Крыма», «Орнаментальное тканье крымских татар»[5],
- Б. А. Куфтин «О задачах этнологического изучения Крыма», «Песни Крыма» с демонстрацией татарских национальных танцев в исполнении членов общества,
- А. К. Кончевский «Старинные музыкальные инструменты Крыма»,
- Ф. Н. Петров «О задачах музейного строительства»[1].

В Крыму были созданы и стационарно работали научные базы в Гурзуфе и намечалось создание пунктов РОПИК в Симеизе, Батилимане, Кучук-Ламбате, Коктебеле. В преамбуле «Плана ближайшего строительства научно-исследовательских пунктов РОПИК в Крыму» указывалось, что Крым сложная республика РСФСР и по человеческому населению, его истории, быту, хозяйству, что нужны точные исследования и только детальный фактический материал поможет выяснить и разрешить целый ряд больных научных проблем. В Записке Наркомпросу РСФСР о деятельности научной базы РОПИК в Гурзуфе указывалось, что материалы, которые собирают сотрудники научной базы по этнографии, должны поступать в предположенный к устройству в Москве музей-выставку по Крыму РОПИК. Согласно договору научной базы с сельским Гурзуфским советом, сотрудники устроили в Гурзуфе небольшой научно-показательный музей-выставку, проводили экскурсии. База наметила план вовлечения сельского населения в краеведческую работу. Сотрудничество продолжалось в течение двух лет. В 1926 году дача, которую занимала научная база, была передана сельскому совету и база ликвидирована.
26 мая 1925 году в Академии художеств[уточнить] в Москве была открыта Крымская Выставка. Цель её была представить различные стороны природы Крыма, его быта, искусства, истории и хозяйственной деятельности. В отделе искусств были большие коллекции, характеризующие татарскую архитектуру, крымское ткачество, шитый и тканый татарский орнамент. Часть экспонатов Выставки должны были составить основу музея, который предполагалось открыть с осени 1925 года.
В сентябре 1925 года прошел I Крымский краеведческий съезд, организаторами которого были члены крымских отделений РОПИК. Культурно-историческая секция рассматривала вопросы:
- План работы по этнографии в Крыму.
- Методы собирания этнографического материала по материальной и духовной культуре.
- Терминология этнографии крымских татар[1].

I съезде РОПИК прошёл в апреле 1927 года в Симферополе. В его работе приняли участие представители правления организации из Москвы, делегаты от местных отделений, руководитель Главнауки НКП РСФСР Ф. Н. Петров, руководство Крымской АССР — глава ЦИК В. Ибраимов и СНК Э. Б. Шугу. Съезд принял новую редакцию Устава и перенес место пребывания Центрального правления в Симферополь. В его состав были избраны ключевые фигуры крымского музейного дела 1920-х годов — У. А. Боданинский, Ю. Ю. Марти, А. И. Полканов. Был произведен тщательный анализ работы по изучению Крыма, отмечены особенности местной работы. Бахчисарайский район назван районом с ярко выраженным этнографическим характером. Краеведческая работа концентрировалась главным образом вокруг местных музеев. Там, где их не было, свою работу РОПИК начинал с организации музеев (Джанкой, Старый Крым, Судак). Съезд дал директиву произвести учёт крымоведческих сил, составить картотеку всех учреждений и организаций, изучающих Крым. На съезде отмечалось, что краеведческая работа в Крыму на момент созыва I съезда не имела общего плана и заслугой съезда явилось то, что «удалось добиться объединения крымоведов-середняков с квалификационными исследовательскими силами».

С 1927 года в связи с получением статуса общественной научной организации в рамках всего СССР общество именовалось ОПИК.

Н. И. Тезяков (1859-1925), председатель
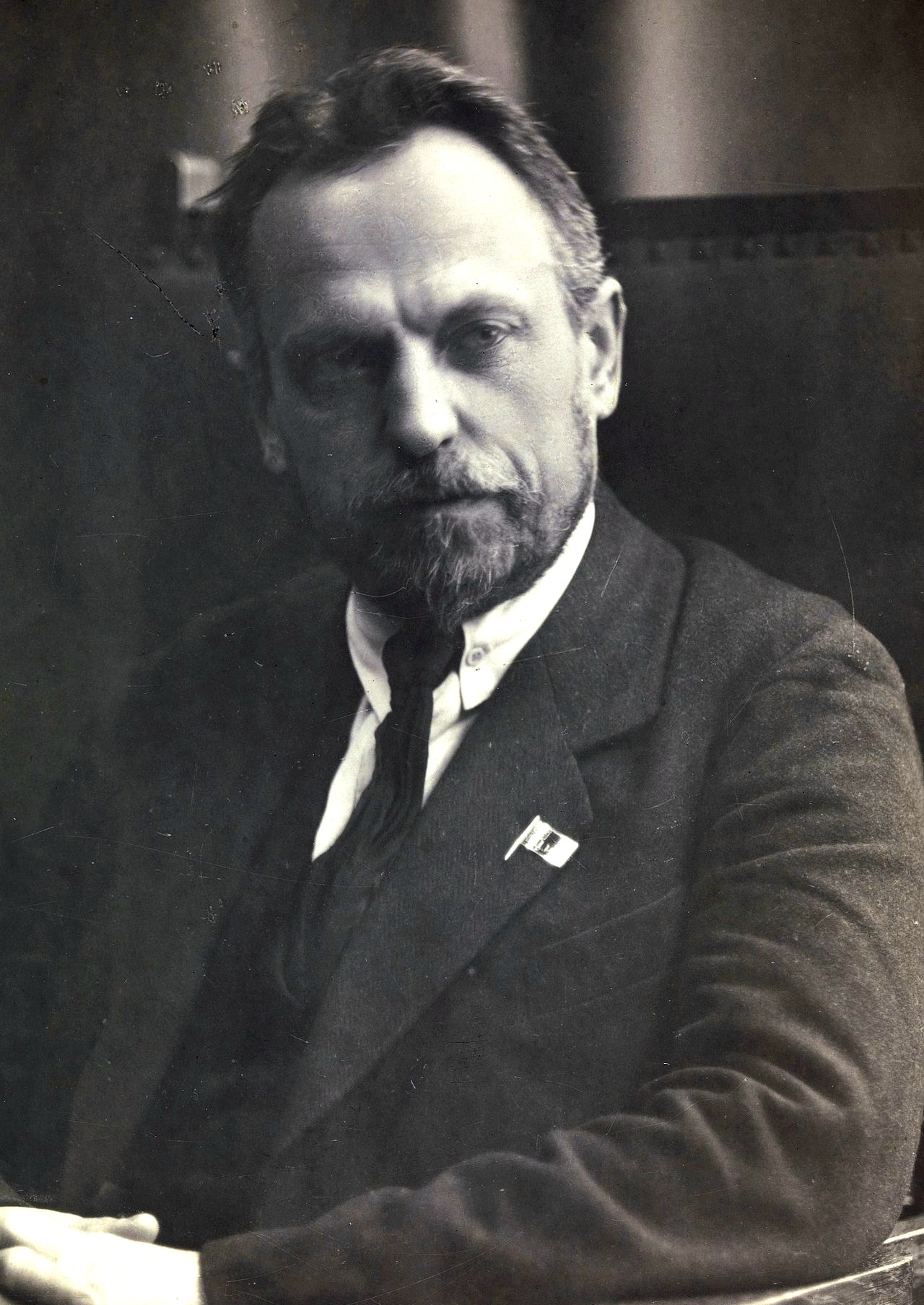
Н. А. Семашко (1874-1949) - почётный член
В. А. Обручев (1863-1956) - почётный член
А. Р. Эйгес (1880—1944) - член правления
У. Боданинский (1877-1938) - член правления
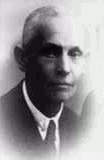
П. И. Голландский (1961-1939) — член
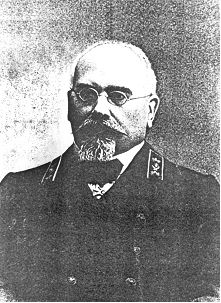
А. Н. Деревицкий (1859-1943) - член
Н. Л. Эрнст (1889 — 1956) — член

#### Деятельность отделений РОПИК в КрАССР
До революции в Таврической губернии уже имелась крепкая научная школа краеведения. Таврическая учёная архивная комиссия (ТУАК) действовала с 1887 года, собрав лучшие научные силы полуострова. Финансирование было казённым, а в составе комиссии был по должности Таврический губернатор. Регулярно проводились заседания, выпускались Известия ТУАК. После 1917 года комиссия сильно пострадала кадрово, многие члены погибли во время Гражданской войны или эмигрировали. Тем не менее, оставшиеся в Крыму члены ТУАК, в большинстве люди уже возрастные, вели исследовательскую работу. Для Советской власти ТУАК по классовому составу была организацией чуждой. Например, она не исключила из своего состава покинувших СССР членов. В 1923 году её реорганизовали в Таврическое общество истории, археологии и этнографии (ТОИАЭ), а в 15 января 1931 год на 113-м заседании общества было принято решение о вхождении ТОИАЭ в состав вновь организованного Крымского бюро краеведения. Анализ персонального состава показывает, что многие крупные учёные и местные краеведы, привлекавшиеся к работе в РОПИК ранее сотрудничали в ТУАК и ТОИАЭ.
С 1921 года на территории КрАССР началось создание единой государственной сети музеев. Был создан руководящий орган Крымский отдел по делам музеев и охраны памятников искусства, старины, природы и народного быта (КрымОХРИС), в компетенцию которого входили широкие распорядительные мероприятия по реквизиции имущества из бывших дворянских усадеб и имений, подбору кадров для вновь создаваемых музейных учреждений, порядку их работы. Глава А. И. Полканов (1886—1971).
Таким образом деятельность РОПИК в КрАССР имела начальный фундамент. В политическом плане она ситуативно соответствовала официальной политике государства — т. н. коренизации (в КрАССР, соответственно, в пользу крымскотатарской культуры). В Крыму были созданы отделения РОПИК в Ялте, Симферополе, Бахчисарае, Джанкое, Керчи и других населенных пунктах. Симферопольское отделение занималось главным образом изучением татарской культуры и культур национальных меньшинств Крыма.
Деятельность членов РОПИК/ОПИК в становлении музейного дела в Крыму в 1920— начале 30 годов шла по трем направлениям:
- организационное участие в работе музеев: сотрудничество и создание отдельных музейных учреждений краеведческого характера;
- публикация обзорных и отчетных материалов о работе музейных учреждений в печатном органе Общества — научном журнале «Крым» (1925—1929 гг.);
- публикация оригинальных методических статей членов Общества на основе практического опыта работы музейных учреждений региона[9].

Почти все сотрудники крымских музеев были членами РОПИК. В Центральном музее Тавриды особое внимание обращалось на организацию татарского этнографического отделения. В организации музея, его выставок, докладов неустанное участие принимали профессора П. И. Голландский, Н. Л. Эрнст и художник П. И. Крестианполь. В Крымском университете было введено преподавание по этнографии Крыма, музееведению и крымским древностям, востоковеды разрабатывали темы по этнографии Крыма. При педагогическом факультете существовал студенческий кружок, устраивающий научные собрания по этнографии и небольшой художественно-этнографический кабинет. Занятиями руководили профессора А. Н. Деревицкий и Л. И. Голландский — члены РОПИК.
Отделением РОПИК был краеведческий кружок в Бахчисарае под председательством директора музея У. А. Боданинского в составе более 30 человек. Программа «Об изучении Крыма в этнографическом отношении» предусматривала прочтение докладов и проведение экспедиции с целью сбора научной информации и предметов этнической культуры. В 1925 году были прочитаны доклады: «Парижская выставка и Крым», «Татарская свадьба в Аджем-Чокрак», «Съезд по татароведению в Бахчисарае в 1925 году», «Кустарные промыслы Бахчисарая», «Старинный обычай татарского заручения и свадьба в деревнях Дерекой, Ай-Василь и Ауты», «Крымскотатарская областная художественно-промышленная школа в Бахчисарае». Кружком велась интенсивная работа по созданию Центрального Татарского Этнографического музея.
При Ялтинском отделении РОПИК была создана этнографическая секция. Кроме неё вопросами этнографии занималась татарская секция: преподаватели, учащиеся, врачи, крестьяне. Совместно с Ялтинским Восточным музеем читались лекции по сравнительному изучению этнографии, культуры и искусства тюркских народов, фольклору. Совершались выезды по окрестным деревням с целью изучения быта для создания музейных экспозиций.
При Джанкойском отделении РОПИК была создана краеведческая комната, куда поступали этнографические экспонаты. Учительница деревни Каракчора (эстонская переселенческая деревня) Сальстрем прислала 72 образца местных ткацких изделий из шерстяного домашнего сукна. Члены общества стали заниматься изучением этого промысла и систематизацией коллекции.
При Керченском отделении РОПИК в 1923 году был организован краеведческий агитпром, где регулярно читались краеведческие доклады. Доклад профессора Б. А. Куфтина «О задачах этнографического изучения Крыма и Керченского полуострова» был своего рода программой в этнографической работе отделения. В 1928 году на средства Главнауки была организована Керченская комплексная экспедиция Московского Отделения РОПИК. Работали три отряда — физико-географический, этнологический, экономический под руководством Б. А. Куфтина. Как итог работ Б. А. Куфтиным была подготовлена и прочитана в обществе работа по фольклору керченских татар «Этнографический очерк Керченского полуострова».
В отчете Алуштинского отделения РОПИК за 1927 год отмечалось, что начало этнографического отдела в Алуштинском краеведческом музее положено учащимися татарской и русской школ 2 ступени и называли это результатом краеведческой работы отделения.
Московское отделение РОПИК провело работу по созданию отделений на местах, вошло с ними тесный научный контакт. Большинство музейных работников Крыма стали членами крымских секций РОПИК, что придавало их деятельности предметный музейный характер. Работа отделений велась в соответствии с планами научного этнографического изучения Крыма и сочетала в себе как теоретическую часть, так и экспедиционные исследования в регионах Крыма. В Крымском университете было введено преподавание по этнографии Крыма, музееведению, существовал студенческий этнографический кружок, при отделениях было широко поставлено чтение научных докладов. Это способствовало созданию научной основы крымской этнографии. На укрепление теоретических основ и практической деятельности были направлены и краеведческие съезды, проводимые РОПИК. Кружками и отделениями проводился сбор, сохранение и систематизация предметов с этнической спецификой, планировались и проводились выставки, это способствовало развитию этнографических экспозиций в музеях Крыма. С прекращением существования головного отделения РОПИК прекращают свою деятельность и его крымские отделы, что оставило нереализованными многие планы, составленные на основе использования более чем пятилетнего опыта работы.
В январе 1932 года на 1-й всекрымской конференции было организовано Крымское областное бюро краеведения вместо распущенных на этой же конференции ранее существовавших трёх краеведческих организаций — Общества по изучению Крыма (ОПИК), Таврического общества истории, археологии и этнографии (ТОИАЭ) и Крымского общества естествоиспытателей и любителей природы (КОЕЛП).
Впоследствии бывшие кадры РОПИК, особенно крымскотатарские исследователи, очень сильно пострадали от сталинских репрессий.

### Журнал «Крым»
Решать задачи общества без печатного органа было невозможно. Уже в начале 1924 года была создана редакционно-издательская комиссия во главе с профессором А. П. Пинкевичем, проведшая организационную работу по началу изданию журнала. Было получено разрешение Главлита на издание. Кроме РОПИК учредителем журнала была Главнаука Народного Комиссариата просвещения РСФСР. Официальное название — общественно-научный и экскурсионный журнал «Крым». Первый номер вышел в Москве в начале 1925 года. В специальном обращении к читателям правление РОПИК заявляло, что журнал «…должен, по возможности, выявлять научную и культурную работу, которая производится крымским краеведением на местах». В редакционную коллегию журнала входили: профессор А. П. Пинкевич (ответственный редактор), Е. Э. Лейтнеккер (зам. редактора), а также профессора А. С. Башкиров, Б. Ф. Добрынин, П. З. Зенкович, Н. П. Зимин, Б. А. Куфтин. В 1927 году ответственным редактором журнала становится профессор Ф. Н. Петров, а в 1929 году вместо Е. Э. Лейтнеккера заместителем редактора был назначен К. Е. Гриневич.
В 1925-26 годах удалось издать по одному номеру журнала, в 1927 году — два, в 1928 году — четыре, в 1929 году — два. Всего за годы существования издания вышло 10 номеров. Тираж в 1925-26 годах составлял 5000 экземпляров. В 1927-28 годах снизился до 1000 экземпляров, а в последний год до 800 экземпляров. После 1929 года журнал «Крым» более не выходил.

### Воссоздание в 2011 году
Было воссоздано в Москве 25 мая 2011 года группой учредителей-краеведов. С 2011 года РОПИК проводит историко-краеведческие «Крымские чтения». В июне 2012 года в рамках 6-х всероссийских краеведческих чтений РОПИК была впервые организована секция «Краеведение Крыма: история, источники, историография, практика исследований». В 2013—2014 годах проводились Крымско-московские архивно-краеведческие чтения. Впоследствии, вплоть до 2016 года Крымская секция регулярно организовывалась в рамках Всероссийских краеведческих чтений. После присоединения Крыма к России с 2016 года проводятся Крымско-московские встречи. Члены Общества активно занимаются научно-исследовательской и просветительской работой, посещают Крым, в том числе с экспедиционными поездками. В 2016—2017 годах РОПИК активно сотрудничало с Деловым и культурным центром Республики Крым в Москве. РОПИК осуществляет издательские проекты.
С декабря 2017 года мероприятия РОПИК («Крымские чтения», заседания Совета, другие научно-организационные мероприятия) проходят на базе Центра краеведения, москвоведения и крымоведения Российского НИИ культурного и природного наследия им. Д. С. Лихачева (Института Наследия) по адресу Берсеневская набережная, д.20 (Палаты Аверкия Кириллова — Институт Наследия). Вход на мероприятия общества свободный.
Совет общества

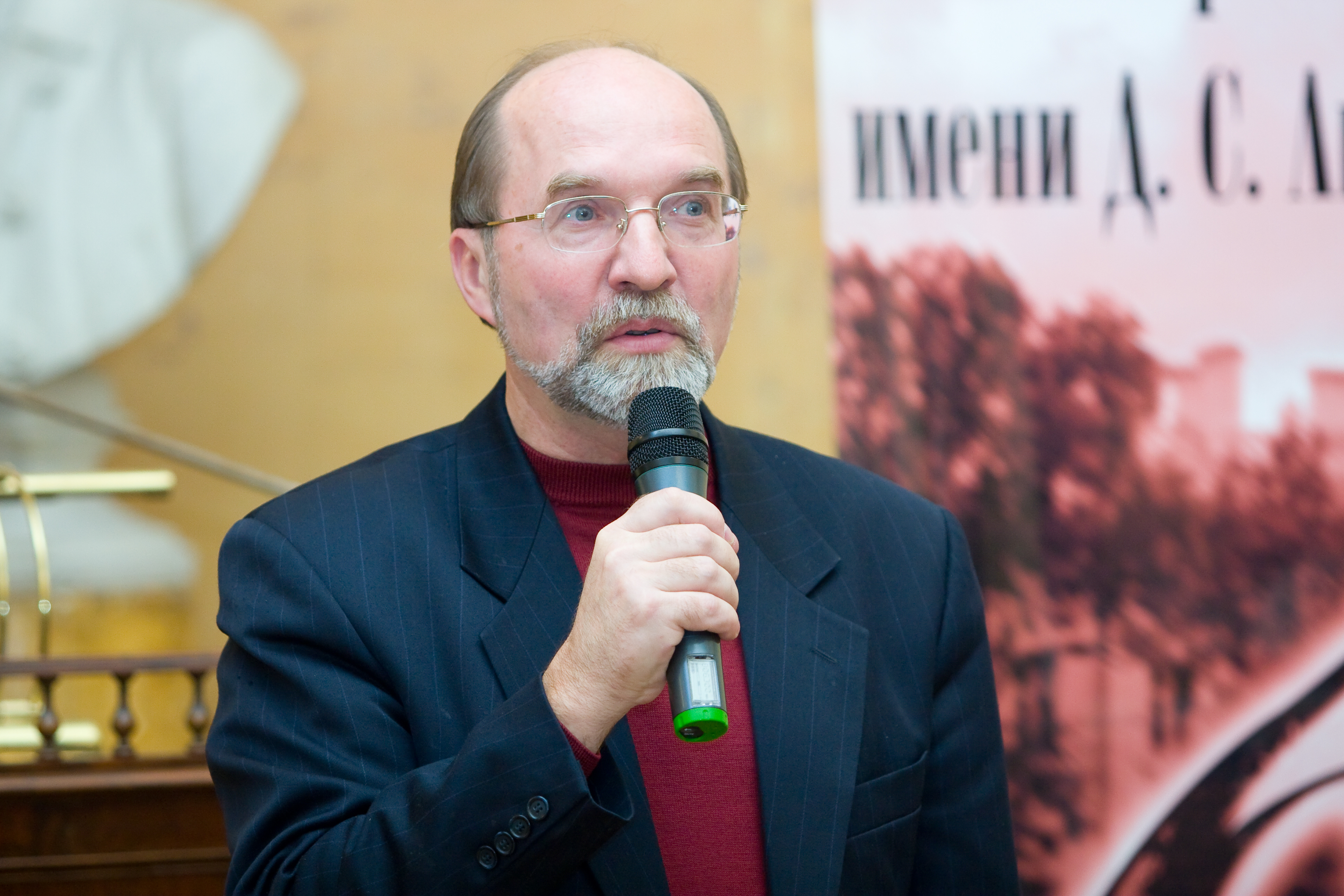
В. Ф. Козлов, председатель

- Козлов Владимир Фотиевич (Москва) — председатель, член-учредитель, профессор, заведующий кафедрой региональной истории и краеведения РГГУ
- Смирнова Александра Геннадьевна (Москва) — первый заместитель председателя, член-учредитель, заместитель заведующего кафедрой москвоведения РГГУ
- Ефимов Александр Викторович (Москва) — заместитель председателя, член-учредитель
- Сиренко Сергей Анатольевич (Москва) — заместитель председателя
- Бондаренко Александр Алексеевич (Симферополь, Республика Крым) — член-корреспондент
- Гузеева Ирина Андреевна (Москва) — член-учредитель
- Кленова Наталья Ивановна (Москва)
- Александр Трепыхалин, протоиерей (Москва) — член-учредитель
- Павлова Светлана Ефимовна (Москва)
- Радионова Татьяна Валерьевна (Москва)
- Розанова Лидия Глебовна (Москва-Ялта, Республика Крым) — член-учредитель
- Фадеева Татьяна Михайловна (Москва)[18]